# Orden de Vasco Núñez de Balboa
La Orden de Vasco Núñez de Balboa es una condecoración nacional otorgada por la República de Panamá. Establecida mediante la Ley 94 del 1 de julio de 1941, distingue a panameños y panameñas insignes en las ciencias, las artes y las letras y a extranjeros y extranjeras a quienes el gobierno considere acreedores de esta distinción.

## Grados
La Orden de Vasco Núñez de Balboa tiene cinco grados:
- Gran Cruz Extraordinaria: Otorgada de manera exclusiva a jefes de Estado.
- Gran Cruz: Otorgada a Ministros o Secretarios de Estado y Embajadores.
- Cruz de Gran Oficial: Otorgada a enviados extranjeros ordinarios y ministros plenipotenciarios, miembros de Cuerpos Legislativos, generales y contralmirantes, entre otros.
- Comendador: Otorgada a ministros residentes, encargados de negocios, consejeros diplomáticos, Coroneles y Tenientes Coroneles.
- Caballero: Se puede otorgar a otros funcionarios diplomáticos y Cónsules Generales, autores de obras científicas y literarias notables.

## Proceso de selección
Para obtener la Orden de Vasco Núñez de Balboa las personas deben ser recomendadas por el Órgano Ejecutivo  a través de la Cancillería. Las postulaciones son sometidas a la consideración de un comité llamado Consejo de la Orden, constituido por el Ministro de Relaciones Exteriores, quien lo preside, el Rector de la Universidad de Panamá, el presidente de la Corte Suprema de Justicia y el Secretario del Ministerio de Relaciones Exteriores, quien funge como secretario del consejo.  Una vez la persona es recomendada por el Consejo de la Orden, la misma es otorgada por el Órgano Ejecutivo.

## Diseño
La insignia de Caballero de la Orden de Vasco Núñez de Balboa consiste en: "una Cruz de 70 milímetros en plata dorada con esmalte blanco. En el centro, un círculo de esmalte blanco tiene la esfinge en oro del descubridor del Mar del Sur y la leyenda: Orden de Vasco Núñez de Balboa".
La insignia de Comendador es semejante a la de Caballero y se lleva suspendida al cuello por una cinta color rojo púrupra de 40 milímetros de ancho, que lleva en el centro una franja de color amarillo de cinco milímetros de ancho.
La insignia de Gran Oficial es igual a la de Comendador y lleva además una placa estrellada de planta de 81 milímetros de diámetro que se coloca arriba de la cintura del lado izquierdo. 
La insignia de Gran Cruz es igual a las anteriores pero suspendida por una cinta de 102 milímetros de ancho, con los mismos colores.

## Beneficiarios

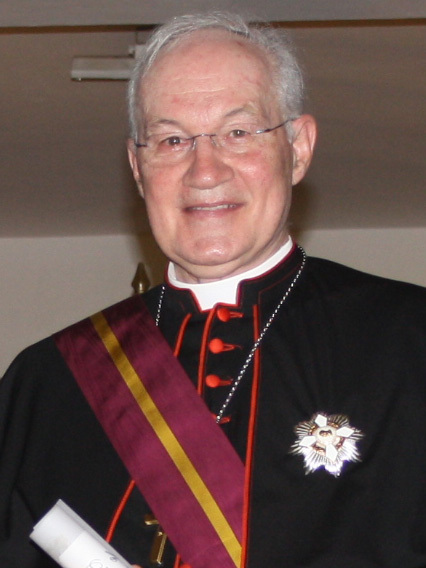
El Cardenal Marc Oullet recibe la Orden Vasco Núñez de Balboa en grado de Gran Cruz.

Algunas personas que han recibido la Orden de Vasco Núñez de Balboa son:
- Osvaldo Ayala, en grado de Comendador (1971)
- Ramón Peréira P.
- Victor Levi Sasso, rector de la Universidad Tecnológica de Panamá
- Mario Vargas Llosa
- Javier Pérez de Cuéllar
- Juan Carlos I de España
- Blas Bloise Calderón (25 de julio de 1975)
- Hermanos Julio César Dely Valdés y Jorge Luis Dely Valdés, en el grado de Comendador"[2]
- Lucy Jaén
- Javier Ortiz de Zevallos, embajador de Perú en Panamá
- Frank Abrego, fundador del Servicio Nacional de Fronteras
- Italo Herrera
- Eleuterio "Pille" Collado
- George "Lord Panamá" Allen
- Flor María Araúz  (30 de diciembre de 1985)
- Danilo Pérez[3]
- Laffit Pincay[4]
- Marc Ouellet[5]
- Pelé, en el grado de comendador
- Manuel María Alba Carranza
- Coqui Calderón y Graciela de Eleta, 1983[6]
- Tomasita Ester Casís (1960)
- Rafael Estévez
- Lidia Gertrudis Sogandares
- Mariano Gorriz
- José Renán Esquivel
- Matilde de Obarrio
- Pantaleón Henríquez Bernal (2001)